# Nonette
Nonette is een plaats en voormalige gemeente in het Franse departement Puy-de-Dôme in de regio Auvergne-Rhône-Alpes en telt 321 inwoners (2008). De plaats maakt deel uit van het arrondissement Issoire.

## Geschiedenis
Nonette maakte deel uit van het kanton Saint-Germain-Lembron tot dit op 22 maart 2015 werd opgeheven en de gemeenten werden opgenomen in het op die dag gevormde kanton Brassac-les-Mines. op 1 januari 2016 fuseerde de gemeente met het aangrenzende Orsonnette tot de commune nouvelle Nonette-Orsonnette, waarvan Nonette de hoofdplaats werd.

## Geografie
De oppervlakte van Nonette bedraagt 7,6 km², de bevolkingsdichtheid is 38,0 inwoners per km².
De onderstaande kaart toont de ligging van Nonette met de belangrijkste infrastructuur en aangrenzende gemeenten.

## Demografie
Onderstaande figuur toont het verloop van het inwonertal.

## Niet te verwarren met
In de stad Senlis (Oise) stroomt een klein riviertje, dat ook Nonette heet.